# Millettia wrightiana
Millettia wrightiana är en ärtväxtart som beskrevs av David Prain. Millettia wrightiana ingår i släktet Millettia och familjen ärtväxter. Inga underarter finns listade i Catalogue of Life.